# Miki Sasaki
Miki Sasaki (jap. 佐々木みき Sasaki Miki; ur. 15 grudnia 1976 w Muroranie, w Japonii) - japońska siatkarka grająca jako przyjmująca. Obecnie gra w klubie Pioneer Red Wings.